# 贝纳斯克
贝纳斯克，是西班牙阿拉贡自治区韦斯卡省的一个市镇。总面积234平方公里，总人口1489人（2001年），人口密度6人/平方公里。